# August Dörffurt
 (août 2017).
August Ferdinand Ludwig Dörffurt, né le 12 août 1767 à Berlin et mort le 27 janvier 1825 à Wittemberg, est un pharmacien allemand et bourgmestre de Wittemberg.

## Biographie
Originaire de Berlin, il était arrivé à Wittemberg comme gérant d'une pharmacie sise au 4 place du marché, restée célèbre pour avoir appartenu au peintre Lucas Cranach l'Ancien et dont le bâtiment  (Cranachshöfe) a été conservé jusqu'à nos jours. L'officine avait été reprise en 1707 par le père d'un certain Christian Ehrenfried Nicolei et après la mort de ce dernier, en 1735, sa veuve avait continué l'affaire.

## Œuvres
- (de) Abhandlung über den Kampher (Mémoire sur le camphre), 1792
- (de) Neues Deutsches Apothekerbuch, 3 Bände (Nouveau manuel allemand de pharmacie, en 3 volumes), Leipzig, 1801–1812
- (de) Beschreibung der Feier des dritten hundertjährigen Jubelfestes der Kirchenverbesserung zu Wittenberg (Compte rendu des célébrations pour le jubilé  du tricentenaire de la Réforme à Wittenberg), 1817